# Boek des Levens

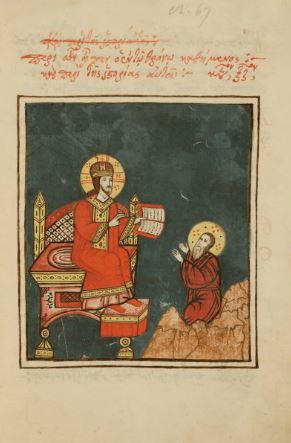
Afbeelding van het Boek des Levens door een anonieme Griekse schilder

Het Boek des Levens (Hebreeuws: ספר החיים, Sefer HaChaim; Grieks: βιβλίον τῆς ζωῆς, Biblíon tēs Zōēs) is in het jodendom en christendom het boek waarin God de namen opschrijft van iedereen die Hem hebben behaagd tijdens hun leven. Dit boek wordt genoemd in de Hebreeuwse Bijbel, de apocriefen van het Oude Testament, het Nieuwe Testament en de Apostolische vaders.
Volgens de Talmud is het boek geopend op Rosj Hasjana, net als het Boek van de Dood. Daarom wordt het boek vermeld in de gebeden Sjemoné Esré tijdens de Jamim Noraim, de tien dagen tussen Rosj Hasjana, het joodse Nieuwjaar, en Jom Kipoer, de Grote Verzoendag (vooral in het gebed Unetanneh Tokef).
Het Dies irae, de Latijnse mis der overledenen, bevat de zin Liber scriptus proferetur, "het boek met aantekeningen wordt tevoorschijn gehaald". Dit wordt vaak opgevat als een verwijzing naar het Boek des Levens, maar het zou ook het Boek van de Dood kunnen aanduiden.

## Oude Testament (Tenach)
- Exodus 32:33, 'Toen zei de Heere tegen Mozes: Wie tegen Mij zondigt, zal Ik uit Mijn boek schrappen.'
- Psalm 56:9, 'Ú hebt mijn omzwervingen geteld; doe mijn tranen in Uw kruik. Staan zij niet in Uw register?'
- Psalm 69:29, 'Laat hen uitgewist worden uit het boek des levens, laat hen bij de rechtvaardigen niet opgeschreven worden.'
- Psalm 139:16, 'Uw ogen hebben mijn ongevormd begin gezien, en zij alle werden in Uw boek beschreven, de dagen dat zij gevormd werden, toen er nog niet één van hen bestond.'
- Jesaja 4:3, 'Dan zal het gebeuren dat wie in Sion overgebleven is, en wie in Jeruzalem overgelaten is, heilig genoemd zal worden, eenieder die in Jeruzalem ten leven opgeschreven is.'
- Ezechiël 13:9, 'Mijn hand zal tegen de profeten zijn die valse visioenen zien en leugen waarzeggen. Zij zullen niet tot de kring van Mijn volk behoren, zij worden niet ingeschreven in het register van het huis van Israël, en komen niet in het land van Israël. Dan zult u weten dat Ik de Heere Heere ben.'
- Daniël 12:1, 'In die tijd zal Michaël opstaan, de grote vorst, hij die uw volksgenoten bijstaat. Het zal een benauwde tijd zijn, zoals er niet geweest is sinds er een volk is geweest tot op die tijd. In die tijd zal uw volk ontkomen: ieder die gevonden wordt, opgeschreven in het boek.'
- Maleachi 3:16, 'Dan spreken zij die de Heere vrezen, ieder tot zijn naaste: De Heere slaat er acht op en luistert. Er is een gedenkboek geschreven voor Zijn aangezicht, voor wie de Heere vrezen en wie Zijn Naam hoogachten.'

## Nieuwe Testament
- Lucas 10:20, 'Verblijd u echter niet daarover dat de geesten aan u onderworpen zijn, maar verblijd u erover dat uw namen opgeschreven zijn in de hemel.'
- Filippenzen 4:3, 'Ja, ik vraag ook u, mijn oprechte metgezel: Help deze vrouwen, die samen met mij gestreden hebben in het Evangelie, ook met Clemens en mijn andere medearbeiders, van wie de namen in het boek des levens staan.'
- Openbaring 3:5, 'Wie overwint, zal bekleed worden met witte kleren en Ik zal zijn naam beslist niet uitwissen uit het boek des levens, maar Ik zal zijn naam belijden voor Mijn Vader en voor Zijn engelen.'
- Openbaring 13:8, 'En allen die op de aarde wonen, zullen het aanbidden, althans van wie de namen niet zijn geschreven in het boek des levens van het Lam Dat geslacht is, van de grondlegging van de wereld af.'
- Openbaring 17:8, 'Het beest dat u gezien hebt, was en is niet; en het zal opkomen uit de afgrond en naar het verderf gaan. En zij die op de aarde wonen, van wie niet vanaf de grondlegging van de wereld de naam geschreven staat in het boek des levens, zullen zich verwonderen als zij het beest zien, dat was en niet is, hoewel het er toch is.'
- Openbaring 20:12, 'En ik zag de doden, klein en groot, voor God staan. En de boeken werden geopend en nog een ander boek werd geopend, namelijk het boek des levens. En de doden werden geoordeeld overeenkomstig wat in de boeken geschreven stond, overeenkomstig hun werken.'
- Openbaring 20:15, 'En als iemand niet bleek ingeschreven te zijn in het boek des levens, werd hij in de poel van vuur geworpen.'
- Openbaring 21:27, 'Al wat onrein is, zal er niet inkomen, en ook niemand die zich bezighoudt met gruwelen en leugens, maar alleen zij die geschreven zijn in het boek des levens van het Lam'

## Apocriefen
- Jubileeën 30:20-22
- 1 Henoch 47:3, 'In die dagen zag ik het Hoofd van Dagen toen Hij op de troon van zijn glorie ging zitten, en de boeken van de levenden werden voor hem geopend, en heel zijn legerschare die in de hemel boven is en al zijn raadslieden stonden voor hem. En de harten van de heiligen werden met vreugde vervuld, omdat het (volledig) aantal rechtvaardigen geofferd was, en het gebed van de rechtvaardigen gehoord was, en het bloed van de rechtvaardigen (gesproken had) voor de Heer der Geesten.'
- Henoch 56:1[bron?]
- Henoch 108:3,[bron?] 'Wacht gerust totdat de zonde is weggedaan. Hun namen zullen uit het boek des levens en de heilige boeken worden gewist. Hun nageslacht zal voor eeuwig vergaan, hun geest zal worden gedood en zij zullen het uitschreeuwen en huilen op een plaats van wilde chaos. In het vuur zullen zij verbranden,want daar is geen aarde'
- 2 Baruch 24:1, 'Want ziet! De dagen komen en de boeken zullen worden geopend waarin de zonden staan van alle zondaars, en ook de schatkamers waarin de rechtvaardigheid van allen die rechtvaardig zijn geweest in de schepping is verzameld.'
- Hemelvaart van Jesaja 9:22, '(Een van de engelen die bij me stond) toonde me een boek (maar het was anders dan de boeken van deze wereld), en hij sloeg het boek open en dat boek was met de hand geschreven, maar niet als een boek van deze wereld. En hij gaf het aan mij en ik las erin, en zie! de daden van de kinderen van Israel stonden erin opgeschreven, en de daden van hen die ik (niet) ken, mijn zoon Josab.'

## Apostolische vaders
- De herder van Hermas Visioen 1 3:2, 'Maar de Heer had in Zijn grote genade medelijden met u en uw gezin, en zal u sterken en u zal bevestigen in zijn glorie. Weest alleen niet onvoorzichtig, maar vat moed en steun uw gezin. Want zoals een smid door op zijn werkstuk te slaan met zijn hamer vormt zoals hij wil, zo ook verslaat een eerlijk betoog dat dagelijks herhaald wordt alle kwaad. Laat daarom niet na uw kinderen te vermanen. Want ik weet dat als zij met heel hun hart berouw zullen hebben, ze bij de heiligen in de boeken des levens zullen worden opgeschreven.'
- De herder van Hermas Gebod 8,
- De herder van Hermas, Gelijkenis 2:9, 'Zodoende worden beiden deelgenoten bij het rechte werk. Wie zulke dingen doet zal niet door God verlaten worden, maar zal opschreven worden in de boeken van de levenden.'